# جون انوموتو
جون انوموتو (انگلیسی: Jun Enomoto؛ زادهٔ ۱۳ مهٔ ۱۹۷۷) بازیکن فوتبال اهل ژاپن است.
از باشگاه‌هایی که در آن بازی کرده‌است می‌توان به باشگاه فوتبال توکیو اشاره کرد.